# Carl Nilsson (fotbollsspelare)
Carl Nilsson (även omnämnd som Karl Nilsson) var en svensk fotbollsspelare som representerade Gais 1934–1940.
Nilsson spelade juniorfotboll för Gais och debuterade i A-laget säsongen 1934/1935, då han spelade en match i allsvenskan. De två efterföljande säsongerna var han ordinarie i Gais allsvenska lag, men därefter spelade han allt mindre. Totalt blev det 56 matcher (7 mål) för klubben till och med säsongen 1939/1940.